# Philip Detro
Philip Leighton Detro, más conocido como Philip Detro, (Conroe, Texas, EE. UU., 17 de mayo de 1911-Murcia, España, 10 de abril de 1938) fue un voluntario del batallón anglonordamericano Abraham Lincoln en la guerra civil española, donde fue un miembro del Estado Mayor de la XV Brigada. Antes de su alistamiento era escritor, poeta y marinero.

## Biografía
Philip Detro nació en Conroe, Texas, en 1911. En 1928, se graduó de la escuela secundaria Davy Crockett en 1928. Abandonó el Instituto Rice de Houston para convertirse en marinero mercante pero después de un breve tiempo en el Instituto Rice se convirtió en marinero. En 1932 viaja a la Alemania nazi donde al escuchar un discurso de Adolf Hitler, toma la decisión de convertirse en antifascista.
Dos años después decide convertirse en escritor por lo que en 1934 se matricula en Periodismo en la Universidad de Missouri. También se dedica a estudiar español y escritura creativa. Al año es expulsado de la Universidad por haber tenido 77 recortes en sus clases. Se traslada entonces a Nueva York donde trabaja para un sindicato de escritores y se dedica a escribir. 
Al estallar la guerra civil española intenta ingresar como voluntario en el batallón Abraham Lincoln para luchar junto al como voluntario para luchar por el gobierno del Frente Popular; pero el Partido Comunista Estadounidense lo rechaza en un primer momento por no pertenecer al Partido. Luego será admitido junto a otra veintena de voluntarios. Al ingresar, cuando se le preguntó su afiliación, contestó: <<Demócrata>> En el batallón Abraham Lincoln conocerá a la que fue su pareja: la enfermera estadounidense Lenora Temple.
En Tarazona comandó una escuadra. En Brunete se hizo cargo de la compañía de Amlie y los condujo hasta el Cerro del Mosquito, donde resultó herido. Dado de alta, participó en la batalla de Belchite.
Fue herido por un francotirador en Teruel el 19 de enero de 1938. Trasladado a Murcia, murió de septicemia en el Hospital de Murcia el 10 de abril de 1938.